# Stikstofcrisis in Nederland
Herkomst stikstofdepositie in Nederland in 2018
De stikstofcrisis in Nederland is een ecologische en juridische crisis die sinds 2019 zo wordt genoemd na  een uitspraak van de Afdeling bestuursrechtspraak van de Raad van State. Ten grondslag aan de crisis ligt de stikstofproblematiek. In Nederland wordt de bodem belast door een zeer hoge toediening van reactieve stikstofverbindingen, met name ammoniak (NH3) dat vrijkomt uit dierlijke mest. Daarnaast worden stikstofoxiden (NOx) uitgestoten door verbrandingsmotoren, zoals in motorvoertuigen en in de industrie. Menselijke activiteiten waarbij stikstofverbindingen in grote hoeveelheden vrijkomen, leiden tot ongewenste effecten op de kwaliteit van bodem, water, lucht en natuur.
De stikstofcrisis had toen deze begon al een lange voorgeschiedenis, zowel juridisch als ecologisch. In 1991 werden al de eerste Europese normen vastgesteld. Europese landen zijn verplicht om te voldoen aan de Habitat-richtlijn, die stelt dat in de Natura 2000-gebieden gestreefd moet worden naar een ‘gunstige staat van instandhouding’.
Op 29 mei 2019 verklaarde de Raad van State het Programma Aanpak Stikstof (PAS) van de overheid ongeldig. Dat programma mocht niet meer gebruikt worden voor het verlenen van stikstofvergunningen in de buurt van Natura 2000-gebieden. Hoewel de stikstofproblematiek al sinds vele jaren bestond, kwamen door de uitspraak van de Raad van State naar schatting meteen 18.000 bouwprojecten stil te liggen, en moest de regering dringend naar oplossingen zoeken. De situatie werd sindsdien niet opgelost. In 2022 werd gesproken over een "voortslepende stikstofcrisis", in 2025 over een "stikstofimpasse."
Diverse acties werden door de politiek in Den Haag in gang gezet. Zo bracht een commissie onder leiding van Johan Remkes in 2020 een rapport uit om de landelijke uitstoot van NH3 en NOx met 50% te verminderen ten opzichte van 2019. Begin 2024 werd onder het kabinet Rutte-IV het Nationaal Programma Landelijk Gebied ingesteld inclusief een transitiefonds voor de provincies van 24,3 miljard euro. Provincies kregen  de taak Provinciale Programma’s Landelijk Gebied (PPLG’s) op te stellen waarbij men aanvragen kon doen bij het fonds voor maatregelen. Het kabinet-Schoof zette halverwege hetzelfde jaar echter een andere koers in. Het schrapte het Programma Landelijk Gebied en het transitiefonds en wilde meer inzetten op innovatie waarvoor het 5 miljard euro vrijmaakte.
Na een uitspraak van de Raad van State die gehakt maakte van de "interne salderingsregeling" die onder Rutte was ingesteld, leek Nederland verder op slot te moeten. Daarop besloot het kabinet-Schoof een speciale ministeriële commissie met twaalf bewindslieden van verschillende departementen in te zetten. De commissie kwam in april 2025 met een startpakket, maar dit werd door de Tweede Kamer beoordeeld als onvoldoende. De regeringspartijen VVD, NSC en PVV willen dat het kabinet knopen gaat doorhakken.

### Nederland ten opzichte van rest Europa

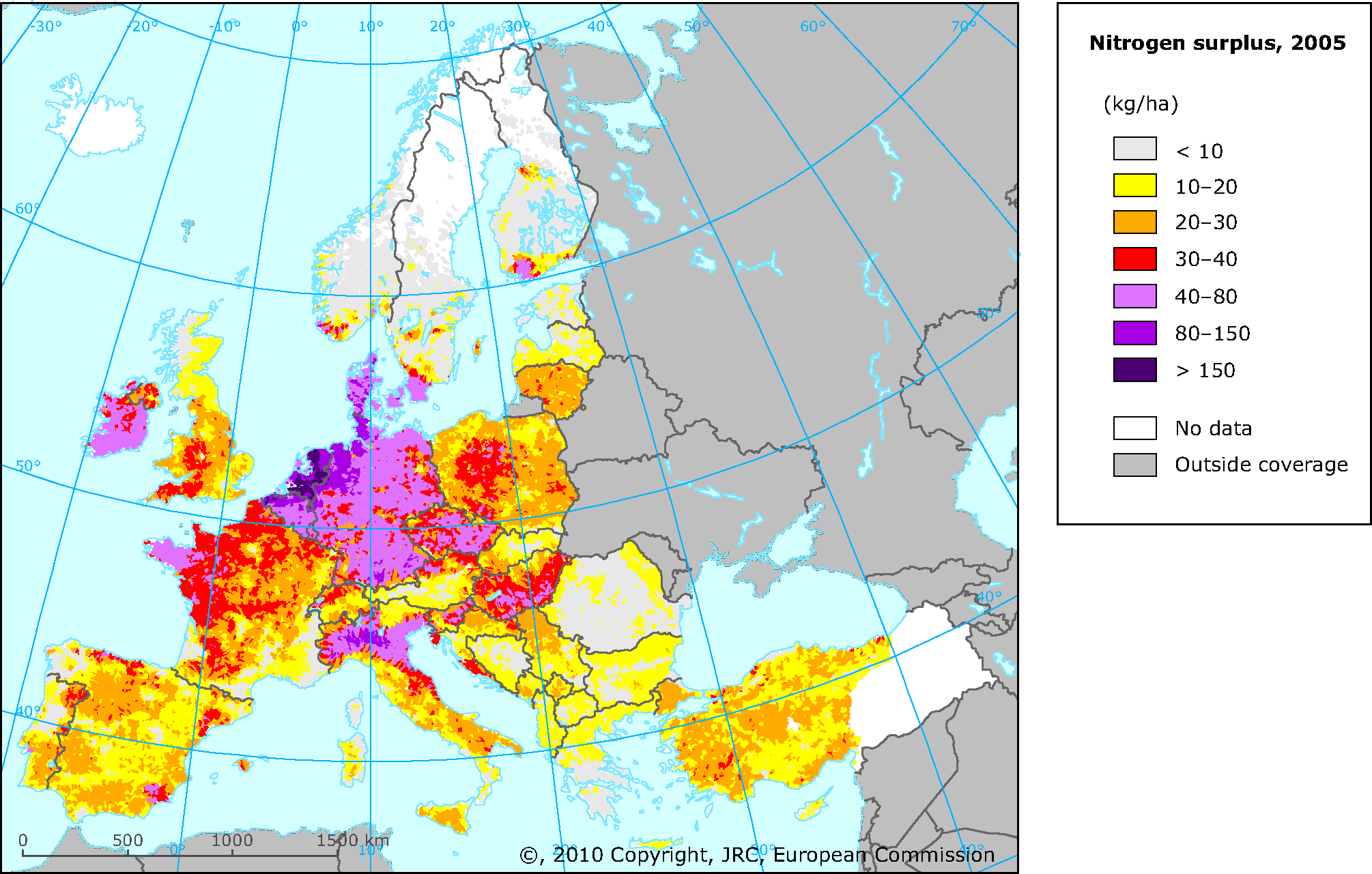
Geschat stikstofoverschot (het verschil tussen anorganische en organische bemesting, atmosferische depositie, fixatie en opname door gewassen) in Europa (2005).

## Effecten van stikstofverbindingen

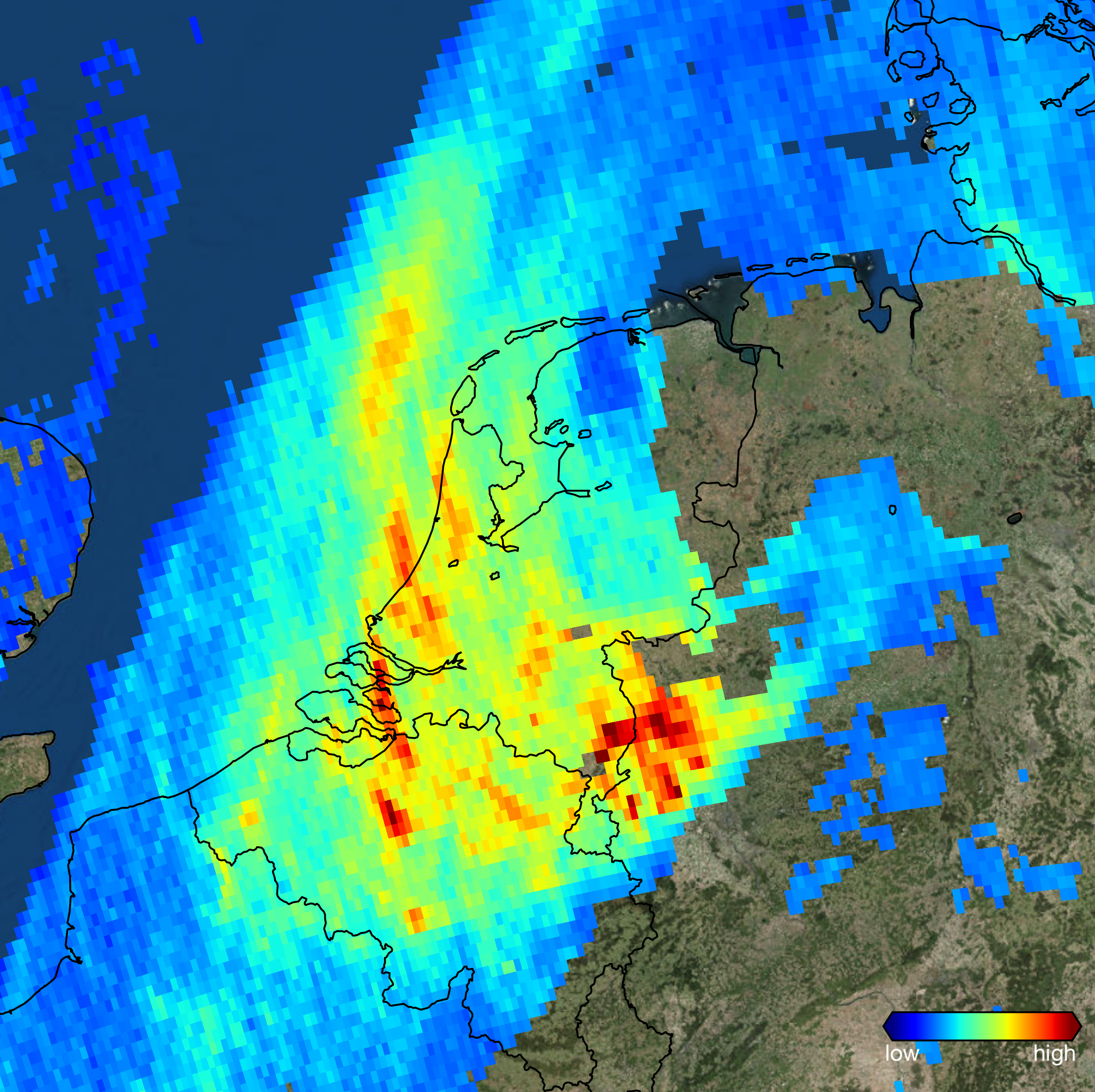
NO_{2} in de atmosfeer boven Nederland en het Ruhrgebied, 7 november 2017

### Boerenprotesten

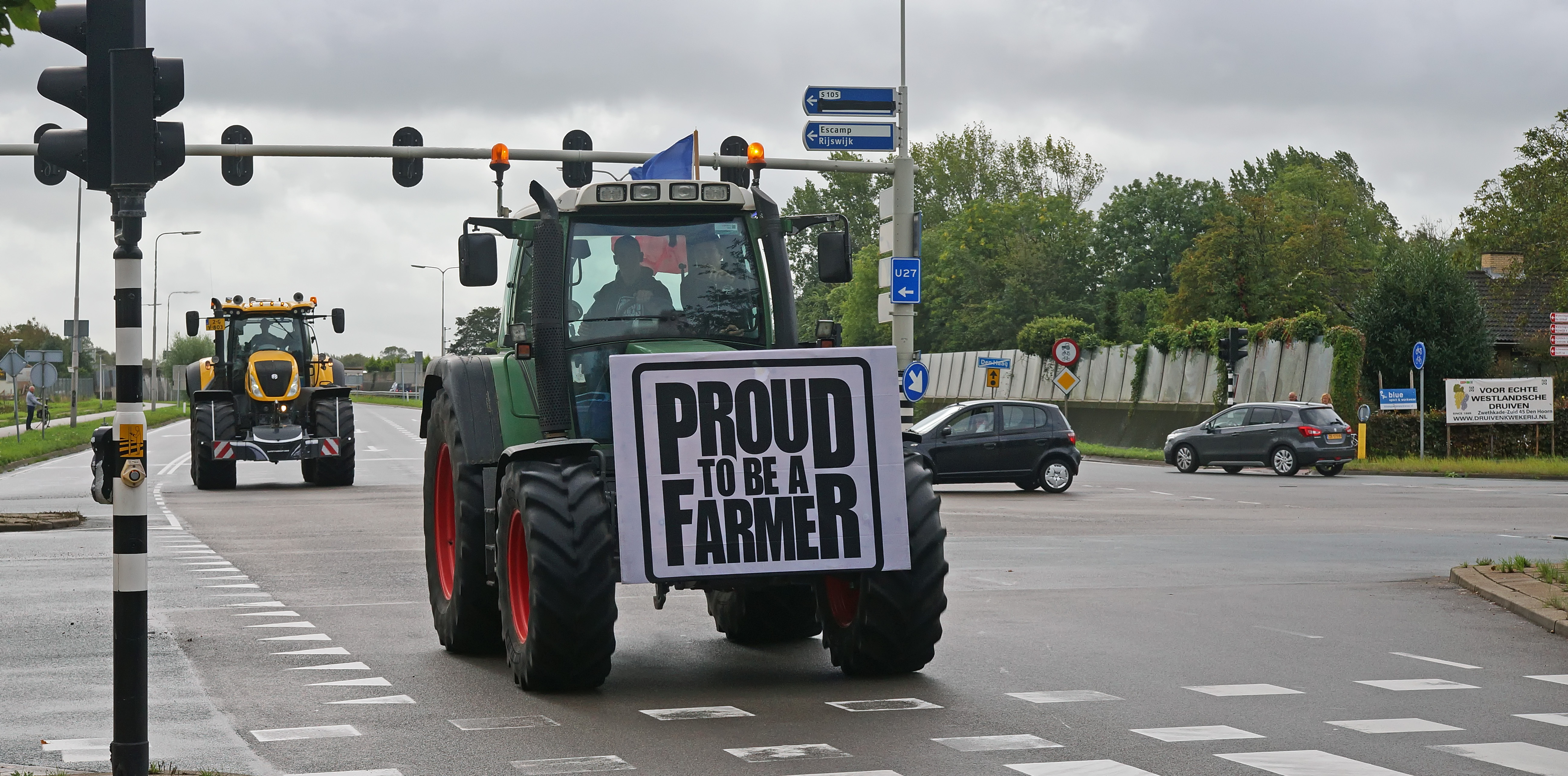
Tractor met spandoek